# Ellsworth (Kansas)
Pour les articles homonymes, voir Ellsworth.
Ellsworth est une ville et le siège du comté d'Ellsworth dans l'État américain du Kansas. Sa population est de 3 120 habitants au recensement de 2010.
La ville est nommée d'après Fort Ellsworth, construit en 1864. De la fin des années 1860 au milieu des années 1880, la ville était un centre animé de vente de bétail. Cette période connut de nombreux règlement de comptes entre cow-boys, le plus souvent à cause de l'alcool. Wyatt Earp servit à Ellsworth pendant une courte période   
À cause de la spéculation sur l'imminence de la construction d'une voie de chemin de fer, la population d'Ellsworth bondit à plus de 2 000 personnes au moment où elle fut incorporée en 1867. Aujourd'hui le plus gros employeur de la ville est le Kansas State Ellsworth Correctional Facility, une prison d'État. 
Ellsworth possède un journal local, l'Ellsworth County Independent/Reporter.
Ellsworth apparait dans le jeu  Tom Clancy's Splinter Cell: Double Agent où la ville abrité l'Ellsworth Federal Penitentiary. Dans la réalité, le pénitencier Federal Penitentiary se situe à Leavenworth (Kansas).
La ville est également le sujet de la chanson des Rascal Flatts, Ellsworth.